# Кізарамо
Кізарамо, або кідзаламо — мова народу вазарамо в Танзанії, що належить до східної групи банту. Близька до суахілі.
Поширена в регіоні Пвані, що на сході країни.
Кількість носіїв мови станом на 1992 рік становила близько 50 тис. Перебуває під загрозою зникнення